# 第1軍団 (ドイツ連邦陸軍)
第1軍団（ドイツ語：I. Korps）は、ドイツ連邦陸軍の軍団のひとつ。1956年に設立され1995年に解散し、第1ドイツ＝オランダ軍団に引き継がれる。軍団司令部はノルトライン＝ヴェストファーレン州ミュンスターに所在し、冷戦時代は北部ドイツの防衛を担当していた。

## 歴史

### 第1次編制（1956年 - 1959年）
新国軍の創設のため暫定処置として、1956年7月2日に大規模部隊を事前に統括する陸軍第1幕僚部をミュンスターに設置する。司令部施設はヒンデンブルクプラッツにある旧総司令部の建物が使用された。1956年9月15日に陸軍第1幕僚部は連邦国防省に隷属し、組織は北部一帯の部隊を統括した。1956年10月1日に第1軍団に改称される。創設1年後の1957年7月1日に北大西洋条約機構の下に置かれる。
当初の編成は、ハノーファーの第1装甲擲弾兵師団とハンブルクの第3装甲師団が割り当てられ、両師団は1956年9月15日に隷下におかれる。軍団は更に増強されハンブルクの第6装甲擲弾兵師団が準備されるが、これは平時配属のみとされた。1958年8月1日にリップシュタットにて第7装甲師団の編成準備がなされ、1958年12月1日に第3軍団に配属された。
軍団は師団以外に支援任務に就く直轄部隊を有した。1957年1月3日にリップシュタットにて第502野戦武器連隊が創設され、1958年にビーレフェルトへ移駐する。さらに1959年に第1整備団に改編される。1957年6月1日に第401軍団砲兵団が創設され、その後同年中にビーレフェルトからミュンスターに移転し第1砲兵団に改編される。1957年11月1日にコースフェルトにて第901補給連隊が創設され、その後ライネにて第1補給団となる。陸軍第1次編制の最終構成として1958年9月1日にミュンスターにて第701工兵団が創設され、その後第1工兵団となる。

### 第2次編制（1959年 - 1970年）
陸軍第2次編制の中期転換に基づき第1軍団は増強される事となり最終配備の師団となる第11装甲擲弾兵師団がオルデンブルクにおいて創設し配属される。
また、軍団直轄部隊は更に増加した。1959年7月1日にミュンスターにて第1軍団陸軍航空隊司令が設立され、後に第1陸軍航空団に改編される。1960年1月1日にはミュンスターにて第1軍団衛生司令が設立され、後に第1衛生団となる。1960年11月17日に3番目の新部隊として第1軍団通信司令が設立され、後に第1通信団となる。1962年4月1日に最後の直轄部隊として第1軍団防空司令が準備され、後に第1防空団に改編される。当初、防空部隊は第1砲兵団の統制下に置かれ個々に指揮権を有していた。新設された防空団の指揮権の及ぶ範囲は1970年まで師団防空大隊に制限されていた。
1964年12月31日まで軍団全体の整備は継続し、この時点で約87,000人の将兵を従えていた。

### 第3次編制（1970年 - 1981年）
陸軍第3次編制では第1軍団が最初の独立戦闘部隊が配備された。1970年4月1日にヘーマーにて第100戦車連隊が編成され1975年に第7装甲師団に配転される。もう一つの新部隊は第27空挺旅団で、第1空挺師団の隷下に置かれていたが実際の運用は第1軍団の指揮下に置かれた。また、1958年以来第3軍団にあった第7装甲師団が第1軍団に編入され指揮下におかれる。この時点では約114.000人が指揮下にあり全連邦軍の四分の一規模におよんでいた。
さらに航空隊の増強が図られ、1971年に中央陸軍航空輸送連隊が設立され、1979年にはヴィーツェンブルッフにて装甲ヘリコプター防衛連隊が設けられる。1970年にヴッパータールにて第110防空大隊が、グレーフェンにて予備大隊が編成され、第1防空団は創設10年以上の末に初めての直轄部隊を持つに至る。
第1軍団は更に二つの特色ある部隊を持つ。一つ目はオランダ北ブラバント州クラーネンドンクのブデル（Budel、ケンペン空港付近）にて編成された第110衛生大隊で、1970年から1986年まで国外に配置された部隊の一つであった。もう一つは第100補給教育センターで、補給部隊の予備兵の教育訓練に用いられた。

### 第4次編制（1981年 - 1991年）
陸軍第4次編制の枠組みでの変更はわずかであった。新たな枠組みの下で第110防空大隊が第100防空連隊に改編され、近代化の一環として1980年代にローランド地対空ミサイルが配備された。旧式化した防空火器はグレーフェンの第130および第140予備大隊に引渡された。他には軍団砲兵が改編され、第1砲兵団の隷下としてヴェセルにて核兵器運用能力を持つ第150ロケット砲兵大隊（地対地ミサイル）が置かれた。
1989年時点での第1軍団の編制は以下のとおりであった。
- 第1装甲師団、ハノーファー
  - 第1装甲擲弾兵旅団　在ヒルデスハイム
  - 第2装甲旅団　在ブラウンシュヴァイク
  - 第3装甲旅団　在ニーンブルク
- 第3装甲師団、ブクステフーデ
  - 第7装甲擲弾兵旅団　在ハンブルク
  - 第8装甲旅団　在リューネブルク
  - 第9装甲教導旅団　在ミュンスター
- 第7装甲師団、ウンナ
  - 第19装甲擲弾兵旅団　在アーレン (ノルトライン＝ヴェストファーレン)
  - 第20装甲旅団　在イーザーローン
  - 第21装甲旅団　在アウグストドルフ
- 第6装甲擲弾兵師団、ノイミュンスター（有事に移行した際にはユトランド・シュレースヴィヒ＝ホルシュタイン連合陸上部隊司令部（LANDJUT）へ引き継がれる）
  - 第16装甲擲弾兵旅団　在ヴェントルプ・バイ・ハンブルク
  - 第17装甲擲弾兵旅団　在ハンブルク
  - 第18装甲旅団　在ボオシュテット
- 第11装甲擲弾兵師団、オルデンブルク
  - 第31装甲擲弾兵旅団　在オルデンブルク
  - 第32装甲擲弾兵旅団　在シュヴァネヴェーデ
  - 第33装甲旅団　在ツェレ

- 軍団司令部
- 第27空挺旅団　在リップシュタット
- 第1砲兵団　在デュルメン
  - 司令部中隊
  - 砲兵観測中隊
  - 第110野戦重砲兵大隊
  - 第120野戦重砲兵大隊
  - 第150地対地ミサイル砲兵大隊
- 第1防空団　在ミュンスター
  - 司令部中隊
  - 第100地対空ミサイル連隊　在ヴッパータール
- 第1工兵団　在ミンデン
  - 司令部中隊
  - 工兵大隊 × 2個
  - 水陸両用工兵大隊
  - 野戦（軽）工兵大隊 × 2個
  - 水陸両用工兵大隊
  - 重架橋大隊
- 第1通信団
  - 司令部中隊
  - 通信機材整備中隊
  - 通信運用連絡大隊
  - 通信連絡大隊
  - 通信情報監視大隊
- 第1陸軍航空団　在ハーンドルフ (ミュンスター)
  - 司令部中隊
  - 航空統制中隊
  - 航空整備中隊
  - 第10陸軍航空軽輸送連隊
  - 第15陸軍航空軽輸送連隊
  - 第16陸軍航空対戦車連隊
  - 第101陸軍航空連絡大隊
  - 第1陸軍航空大隊
  - 第11陸軍航空大隊
- 第1補給団
- 第1整備団
- 第1衛生団
- 第1特殊武器防護大隊
- 第190野戦憲兵大隊　在ハーンドルフ
- 第120電子戦大隊　在ハーンドルフ
- 第100警備大隊　在ハーンドルフ
- 第1軍団軍楽隊

### 解散
ドイツ再統一と冷戦の終結のため国軍の再構築が始まった。兵力削減は国際的割り当てに配慮しつつ再編成が進められた。1993年9月に軍団直轄部隊である第1軍団防空団、第1軍団工兵団および第1軍団衛生団が解散された。第1軍団の当初計画では更に縮小が求められたが、対象部隊はメンヒェングラートバッハの北部地域軍（de:Territorialkommando Nord）と合併することになる。新たな任務として、先駆けて多国籍軍団を組織するため1995年8月に第1軍団は解散され、第1ドイツ＝オランダ軍団に引き継がれる。

## 歴代軍団長
| 代 | 氏名                                                                                                  | 着任          | 離任          |
| -- | --- | ------------- | ------------- |
| 1  | クルト・ジーヴェルト陸軍少将 Curt Siewert                                                             | 1956年10月8日 | 1957年3月31日 |
| 2  | ゲルハルト・マッツクリー陸軍中将 Gerhard Matzky                                                       | 1957年4月1日  | 1960年2月29日 |
| 3  | ハインツ・トレットナー陸軍中将 Heinz Trettner                                                         | 1960年3月1日  | 1963年9月30日 |
| 4  | ヴィルヘルム・マイヤー＝デトリング陸軍中将 Wilhelm Meyer-Detring                                      | 1963年10月1日 | 1966年9月30日 |
| 5  | ユルゲン・ベンネッケ陸軍中将 de:Jürgen Bennecke                                                       | 1966年10月1日 | 1968年1月14日 |
| 6  | オットー・ウヒトルツ陸軍中将 Otto Uechtritz                                                           | 1968年1月15日 | 1970年9月30日 |
| 7  | ハンス・ヒンスリヒ陸軍中将 de:Hans Hinrichs                                                           | 1970年10月1日 | 1974年9月30日 |
| 8  | ハンス＝ハインリヒ・クライン陸軍中将 Hans-Heinrich Klein                                              | 1974年10月1日 | 1978年3月31日 |
| 9  | フェルディナント・フォン・ゼンガー・ウント・エッターリン陸軍中将 de:Ferdinand von Senger und Etterlin | 1978年4月1日  | 1979年9月30日 |
| 10 | クルト・フォン・デア・オステン陸軍中将 Kurt von der Osten                                             | 1979年10月1日 | 1982年9月30日 |
| 11 | ゲルハルト・ワクター陸軍中将 Gerhard Wachter                                                          | 1982年10月1日 | 1986年3月31日 |
| 12 | ディーター・クラウス陸軍中将 de:Dieter Clauss                                                         | 1986年4月1日  | 1988年3月31日 |
| 13 | ヨルン・ズィダー陸軍中将 Jörn Söder                                                                   | 1988年4月1日  | 1991年3月31日 |
| 14 | クラウス・ナウマン陸軍中将 Klaus Naumann                                                              | 1991年4月1日  | 1991年9月30日 |
| 15 | ハンズヨルン・ブーズ陸軍中将 Hansjörn Boes                                                            | 1991年4月1日  | 1995年8月31日 |